# Wenzel (Glogau)
Wenzel von Glogau (* 1389/97; † 1430/31) war 1413–1418 gemeinsam mit seinen Brüdern Heinrich IX. und Heinrich X. Herzog von (halb) Glogau und ab 1418 bis zu seinem Tod alleiniger Herzog von Crossen und Schwiebus. Er entstammte dem Glogauer Zweig der Schlesischen Piasten.

## Leben
Wenzels Eltern waren Heinrich VIII. und Katharina († 1420), Tochter des Oppelner Herzogs Wladislaus II.
Beim Tod des Vaters 1397 waren Wenzel und seine älteren Brüder Johann I., Heinrich IX. und Heinrich X. noch unmündig. Gemeinsam mit ihrer Mutter übernahmen sie die Regentschaft über das ungeteilte Erbe ihres Vaters, standen jedoch zunächst unter der Vormundschaft ihres Onkels Ruprecht I. von Liegnitz. Nachdem 1403 der älteste Bruder Johann I. volljährig wurde, übernahm er die Regentschaft zugleich für seine jüngeren Brüder. 1413 wurde für Johann I. das Gebiet von Sagan ausgegliedert, wobei er zugleich auf die Erbfolge im Glogauer Anteil verzichten musste. Diesen verwalteten ab 1413 Wenzel und seine beiden Brüder Heinrich X. und Heinrich IX. bis 1418 zunächst gemeinsam. Bei der in diesem Jahr erfolgten Erbteilung erhielt Wenzel Crossen und Schwiebus. 
1413 kämpfte Wenzel auf polnischer Seite mit sechs weiteren schlesischen Fürsten gegen den Deutschen Orden. 1420 war er bei der Krönung des Königs Sigismund in Prag zugegen und huldigte ihm gemeinsam mit seinen Brüdern im selben Jahr in Breslau. Wie sein Bruder Heinrich X. unterstützte Wenzel den König Sigismund im Kampf gegen die Hussiten. 
Wenzel starb 1430 oder 1431. Er war nicht verheiratet und hinterließ keine Kinder. Seine Gebiete Crossen und Schwiebus erbte sein Bruder Heinrich IX.